# Jan-Philip Glania
Jan-Philip Glania (né le 8 novembre 1988 à Fulda) est un nageur allemand, spécialiste du dos.

## Biographie
Lors des Jeux olympiques de 2012, il a atteint deux demi-finales, terminant respectivement dixième et onzième du 200 m dos et du 100 m dos.

## Palmarès

### Championnats du monde
Grand bassin
- Championnats du monde 2015 à Kazan ( Russie) :
  -  Médaille de bronze au titre du relais mixte 4 × 100 m quatre nages.

### Championnats d'Europe
Grand bassin
- Championnats d'Europe 2014 à Berlin ( Allemagne) :
  -  Médaille de bronze sur 100 m dos